# タラカイ
タラカイ（モンゴル語: Taraqai、? - 至大元年4月24日（1308年5月14日））とは、13世紀後半から14世紀初頭にかけて大元ウルスに仕えたフーシン部出身の領侯。四駿と讃えられたチンギス・カンの最側近、ボロクル・ノヤンの子孫。
『元史』などの漢文史料では塔剌海(tǎlàhǎi)、『五族譜』や『ワッサーフ史』などのペルシア語史料ではطرقاي جنکسانک(ṭaraqāī chīnksānk)と記される。

## 概要
タラカイは大元ウルスの元老のオチチェルとベスト千人隊長ウルン・テムルの娘のチリンとの間に生まれた、オチチェルにとっては庶長子に当たる息子であった。長ずるとクビライの嫡長子で皇太子であったチンキムに仕え、その親衛隊（ケシクテイ）長に任じられた。また、チンキムがクビライに先立って亡くなった後は、その遺産を相続した正后のココジンに引き続き仕えた。若くして剛毅実直な性格で知られ、古の大臣のような風格があると評されていたという。至元30年（1293年）には初めて昭勇大将軍・左都威衛使の地位に任じられた。
クビライの死後、チンキムの末子のテムルがオルジェイトゥ・カアンとして即位すると、チンキムの遺産・勢力を相続したオルジェイトゥ・カアンはタラカイを重臣として厚遇した。オルジェイトゥ・カアンの治世においてタラカイは大徳元年（1297年）に栄禄大夫・徽政使、大徳4年（1300年）に枢密副使（兼務）、大徳6年（1302年）に同知枢密院事（枢密副使からの昇格）、大徳8年（1304年）に宣徽使、そして大徳10年（1306年）に知枢密院事（同知枢密院事からの昇格、枢密院のトップ）を歴任した。西方で編纂されたペルシア語史料『五族譜』では「テムル・カアンのアミール一覧」においてタラカイ（طرقاي/ṭaraqāī）の名前が挙げられている。
大徳11年（1307年）、オルジェイトゥ・カアンが死去し、クルク・カアン（武宗カイシャン）が即位した。クルク・カアンは即位前にアルタイ山脈方面に駐屯してカイドゥ・ウルスとの戦いを指揮しており、その副官として軍務を補佐していたのがタラカイの父のオチチェルだった。即位後、クルク・カアンはタラカイも含むオチチェルの一族を大いに厚遇し、タラカイに対しては「かつてチンキム（裕宗皇帝）、ココジン（裕聖皇后）に仕えたように朕に宰相として仕えよ」と命じた。タラカイは枢密・宣徽・徽政の長官を兼ねて事務が繁雑なことを理由に辞退しようとしたが、クルク・カアンはこれを許さず、タラカイは同年5月に銀青栄禄大夫・中書左丞相（中書省のNo.2）に任じられた。6月には更に太保・録軍国重事・太子太師の肩書きが加えられ、「太傅右丞相」のハルガスン・ダルハンと「太保左丞相」のタラカイが中書省を纏めることが宣言された。しかし、その僅か11日後にハルガスンは引退してタラカイが中書右丞相・監修国史に昇進し、新たに左丞相となったタシュ・ブカとともに中書省を統轄することになった。
中書右丞相としてのタラカイは、まず近侍の者が公議を経ずにカアンに報告する慣習をやめるよう進言し、クルク・カアンもこの進言を是としてまず公議を経た上で上奏するよう布告された。また、「ナヤンの乱」の際に捕虜として連れて来られた者達をナヤンの子のトクトアが連れ戻そうとしていることを指摘し、遼陽行省のセチェゲンに命じてこれをやめさせるよう進言した。タラカイの執った政策の中でとりわけ後世に影響が大きかったのは賜田（投下）の返還運動で、タラカイは自らが江南（マンジ）に有する田百頃を朝廷に返還し、他の諸王・公主・駙馬にも賜田を返還させるよう進言した。タラカイが江南に有する賜田は大徳8年（1303年）に皇后ブルガンが豪商の朱清・張瑄から没収した財産の一部を与えられたものであり、タラカイによる賜田返還はクルク・カアン即位時の政変によって没落した皇后ブルガン・安西王アナンダの財産整理と結びついたものであったと考えられている。
その後、タラカイとタシュ・ブカは太尉という称号も与えられ、クルク・カアンは太尉の印も渡そうとしたが、辞退したという。9月の後半からは省臣の員数や省庁の再編が計画され始め、クビライ時代に一時設置されていた尚書省が再設置された。新設の尚書省では女真人のトクトらが宰相を務め、タラカイ、タシュ・ブカが纏める中書省は半ば名目上の官庁と位置づけられた。
至大元年（1308年）、タラカイは中政使を兼務したが、同年4月24日に上都より大都に向かう移動の途上、懐来で病のため急逝した。死後、淇陽王に追封されて、輝武と諡された。

## 家族
『国朝文類』巻23に所収される「太師淇陽忠武王碑」によると、タラカイの妻には宗王チャガタイの孫娘のチョスマン（朔思蛮）公主、カサル家シクドゥルの娘で斉王バブシャの姉のイェルゲン（也里干）公主、スドン・ノヤンの孫娘のムクリ（木忽里）らがおり、全員が「淇陽王夫人」に封ぜられた。イェルゲン公主はタラカイ死後の至大3年（1310年）2月に金750両・銀1500両・鈔400錠を下賜されている。タラカイの子孫については記録が残っていない。

## フーシン部ボロクル家
- ボロクル・ノヤン（Boroqul ＞博爾忽/bóĕrhū, بورقول نويان/būrqūl nūyān）
  - 千人隊長トゴン（Toγon ＞脱歓/tuōhuān）
    - シレムン（Širemün ＞失里門/shīlǐmén）
      - 淇陽王オチチェル・ノヤン（Öčičer＞月赤察児/yuèchìcháér,اوچاچار نويان/ūchāchār nūyān）
        - 淇陽王タラカイ（Taraqai＞塔剌海/tǎlàhǎi طرقاي جنکسانک/ṭaraqāī chīnksānk）
        - マラル（Maral＞馬剌/mǎlà）
        - 淇陽王太師アスカン（Asqan/Torčiyan/waidu＞阿思罕/āsīhǎn 脱児赤顔/tuōérchìyán 𠇗頭/kuātóu ويتو جنکسانک/wāītū chīnksānk）
        - 淇陽王エセン・テムル（Esen temür＞也先鉄木児/yĕxiāntiĕmùér）

  - 行省兵馬都元帥タガチャル（Taγačar ＞塔察児/tǎcháér）
    - 行省兵馬都元帥ベルグテイ（Belgütei ＞別里虎䚟/biélǐhŭdǎi）
      - 蒙古軍万戸ミリチャル（Miričar ＞密里察児/mìlǐcháér）
        - 江西道都元帥アルクイ（Alqui ＞阿魯灰/ālŭhuī）
          - イキレテイ（Ikiretei ＞亦乞列歹/yìqǐlièdǎi）

        - 蒙古軍万戸ベルケ・ブカ（Berke buqa ＞別里閣不花/biélǐgébùhuā）
          - 服都万戸シリベキ（Siri begi ＞昔里別吉/xīlǐbiéjí）
            - 万戸カサル（Qasar ＞合撒児/hésāér）

      - 蒙古軍万戸スルドタイ（Suldutai ＞宋都䚟/sòngdōudǎi）